# Бизон Дил
Бизон Дил (англ. Bison Dele, имя при рождении — Брайан Карсон Уильямс (англ. Brian Carson Williams), род. 6 апреля 1969 года в Фресно, Калифорния, США— 7 июля 2002 года, Таити, Французская Полинезия) — американский баскетболист, выступавший на позиции центрового. Завершил карьеру в клубе «Детройт Пистонс» в возрасте 30 лет. Пропал без вести в водах Тихого океана, в июле 2002 года.

## Карьера в НБА
Брайан Уильямс родился 6 апреля 1969 года в Фресно, Калифорния, в семье Юджина и Патрисии Уильямсов. Отец Брайана Юджин Уильямс, в то время, пел в вокальной чернокожей группе The Platters. Брайан Уильямс начал заниматься баскетболом в школе Санта-Моники, на данный момент его номер навсегда выведен из обращения, а продолжил в Университете Мэриленда, через год Уильямс перевелся в Университет Аризоны, где отучился ещё 2 года, прежде чем выставить свою кандидатуру на Драфте НБА.
В 1991 году Уильямс был выбран под 10-м номером командой «Орландо Мэджик», за которую отыграл 2 сезона, а после перешёл в «Денвер Наггетс», набирая 8 очков за игру. После двух сезонов в «Денвере» Уильямс перебрался в «Лос-Анджелес Клипперс», где набирал уже 15.8 очков за игру. В 1996 году у Уильямса закончился контракт с «Парусниками», но из за безмерных финансовых запросов игрока новый контракт с командой он не подписал. В конце сезона 1996-97 Уильямс, как свободный агент, подписал контракт с «Чикаго Буллз» и внес существенный вклад в очередное чемпионство «Быков». Заканчивал свою карьеру Уильямс двумя сезонами в «Детройте». В 1998 году Уильямс поменял своё имя на «Бизон Дил», в честь того, что его предками были коренные американцы и уроженцы Африки. Свой последний год играл уже под этим именем. В «Детройте» Дил набирал 16.9 очков и 8.9 подборов за игру. Бизон Дил всю карьеру отличался странностями и эксцентричным поведением. Закончил карьеру он на самом пике, ещё до начала сезона 1999—2000, в возрасте всего 30 лет.

## После завершения карьеры
После завершения карьеры, Дил много путешествовал. Некоторое время он прожил в Бейруте, где совместно с другом владел очистными сооружениями, потом Дил уехал в Европу, взяв с собой всего лишь рюкзак, бег с быками на празднике Святого Фермина в Памплоне, посещал Индонезию и Индию. Дил даже встретился с певицей Мадонной. Однажды он сказал, что Земля была его домом, а он её королём.
Он был авантюристом, огромный человек с поразительными зелеными глазами, без собственного дома и определенного занятия. Дил мог ездить на велосипеде от Тусона до Денвера или от Финикса до Солт-Лейк-Сити имея при себе лишь кредитную карту. Дил всегда много читал, что для профессионального спортсмена считалось достаточно необычным. Однажды он прочитал биографию джазмена Майлза Дэвиса и сказал партнеру по Мэджик, Тому Толберту, «Если бы я имел такую же страсть к баскетболу, как Дэвис к джазу, я бы сделал для баскетбола столько же, сколько Дэвис сделал для джаза».
Он мог играть. Он обладал отличным дриблингом для человека таких габаритов, владел крюком и имел хороший средний бросок. Дил прогрессировал с каждым годом, но просто не обладал большим желанием играть в баскетбол. «Он знал, что мог бы быть одним из лучших игроков за последние 10 или 15 лет», говорит бывший товарищ Дела по команде Университета Аризоны Мэтт Мюленбах. «И он знал, что если бы жил баскетболом 24 часа в сутки то, вполне вероятно, был бы одним из лучших центровых того времени».

## Исчезновение
В июле 2002 года Дил, его девушка Серена Карлан, брат Майлз Дэборд (урожденный Кевин Уильямс) и шкипер Бертран Сальдо отправились в плавание по Тихому океану. Последний раз их видели на Таити, 8 июля 2002 года. 20 июля Майлза Дэборда видели опять же, на Таити причаливающим на лодке.
5 сентября 2002 года Дэборд снял 152 тысячи долларов в золотом эквиваленте использовав паспорт Бизона Дила, в Финиксе, штат Аризона. Чуть позже Дэборд был задержан мексиканской полицией в Тихуане. За два дня до этого, яхта Дила, «Акуна Матата», была найдена у берегов Таити со сбитой опознавательной табличкой и несколькими пулевыми отверстиями в корпусе. После задержания, Дэборд позвонил своей матери Патриции Уильямс и сказал, что никогда бы не навредил брату и что он не выживет в тюрьме.
Расследование, проведенное ФБР совместно с французской полицией пришло к выводу, что, вероятнее всего, Дэборд застрелил своего брата, Бизона Дила, а также Серену Карлан и Бертрана Сальдо, а после выбросил тела в открытый океан, поэтому найти их останки не представляется возможным.
Майлз Дэборд покончил жизнь самоубийством в сентябре 2002 года, приняв дозу инсулина, несовместимую с жизнью. После его смерти никаких новых зацепок найти не удалось и расследование было прекращено.
Люди всегда стремились к Брайану, даже до того как он стал звездой. Майлз всегда был прилежным и спокойным. Он вырос в тени своего брата и все, что случилось с Брайаном, было намного большим чем то, что произошло в жизни Майлза. Я думаю, что Майлз до последнего говорил себе "Моя мать меня не любит и никогда не будет любить". Патриция Филлипс, мать Майлза Дэборда и Бизона Дила, Los Angeles Times, 12 сентября 2002.
Когда Дэборда арестовали он сказал: «Брайан получил талант и удачу за нас двоих».
В детстве Дил был спортивным и музыкальным ребёнком, а Майлз одиночкой, страдавшим тяжёлой астмой. Он много читал и играл в шахматы.
Скорее всего, Майлз Дэборд долгое время считал себя неудачником, ведь его брат достаточно успешно выступал в НБА, отец пел в The Platters, а сам Дэборд всю жизнь жил в тени своего младшего брата. Вполне возможно, всё это привело к затяжной депрессии, закомплексованности Дэборда и, в конечном итоге, послужило мотивом для убийства.

## Статистика

### Статистика в НБА
| Сезон                                                                                    | Команда  | Регулярный сезон | Регулярный сезон | Регулярный сезон | Регулярный сезон | Регулярный сезон | Регулярный сезон | Регулярный сезон | Регулярный сезон | Регулярный сезон | Регулярный сезон | Регулярный сезон | Серия плей-офф | Серия плей-офф | Серия плей-офф | Серия плей-офф | Серия плей-офф | Серия плей-офф | Серия плей-офф | Серия плей-офф | Серия плей-офф | Серия плей-офф | Серия плей-офф |
| Сезон                                                                                    | Команда  | GP               | GS               | MPG              | FG%              | 3P%              | FT%              | RPG              | APG              | SPG              | BPG              | PPG              | GP             | GS             | MPG            | FG%            | 3P%            | FT%            | RPG            | APG            | SPG            | BPG            | PPG            |
| ---------------------------------------------------------------------------------------- | -------- | ---------------- | ---------------- | ---------------- | ---------------- | ---------------- | ---------------- | ---------------- | ---------------- | ---------------- | ---------------- | ---------------- | -------------- | -------------- | -------------- | -------------- | -------------- | -------------- | -------------- | -------------- | -------------- | -------------- | -------------- |
| 1991/92                                                                                  | Орландо  | 48               | 2                | 18,9             | 52,8             | -                | 66,9             | 5,7              | 0,7              | 0,9              | 1,1              | 9,1              | Не участвовал  | Не участвовал  | Не участвовал  | Не участвовал  | Не участвовал  | Не участвовал  | Не участвовал  | Не участвовал  | Не участвовал  | Не участвовал  | Не участвовал  |
| 1992/93                                                                                  | Орландо  | 21               | 0                | 11,4             | 51,3             | 0,0              | 80,0             | 2,7              | 0,2              | 0,7              | 0,8              | 4,6              | Не участвовал  | Не участвовал  | Не участвовал  | Не участвовал  | Не участвовал  | Не участвовал  | Не участвовал  | Не участвовал  | Не участвовал  | Не участвовал  | Не участвовал  |
| 1993/94                                                                                  | Денвер   | 80               | 1                | 18,8             | 54,1             | 0,0              | 64,9             | 5,6              | 0,6              | 0,6              | 1,1              | 8,0              | 12             | 0              | 24,1           | 55,3           | -              | 65,9           | 7,4            | 0,9            | 0,3            | 0,9            | 9,3            |
| 1994/95                                                                                  | Денвер   | 63               | 10               | 20,0             | 58,9             | -                | 65,4             | 4,7              | 0,8              | 0,6              | 0,7              | 7,9              | 3              | 0              | 14,7           | 55,6           | -              | 100,0          | 6,0            | 0,7            | 0,0            | 0,3            | 8,0            |
| 1995/96                                                                                  | Клипперс | 65               | 65               | 33,2             | 54,3             | 16,7             | 73,4             | 7,6              | 1,9              | 1,1              | 0,8              | 15,8             | Не участвовал  | Не участвовал  | Не участвовал  | Не участвовал  | Не участвовал  | Не участвовал  | Не участвовал  | Не участвовал  | Не участвовал  | Не участвовал  | Не участвовал  |
| 1996/97                                                                                  | Чикаго   | 9                | 0                | 15,3             | 41,3             | -                | 73,3             | 3,7              | 1,3              | 0,3              | 0,6              | 7,0              | 19             | 1              | 17,7           | 48,1           | -              | 51,6           | 3,7            | 0,6            | 1,0            | 0,4            | 6,1            |
| 1997/98                                                                                  | Детройт  | 78               | 78               | 33,6             | 51,1             | 33,3             | 70,7             | 8,9              | 1,2              | 0,9              | 0,7              | 16,2             | Не участвовал  | Не участвовал  | Не участвовал  | Не участвовал  | Не участвовал  | Не участвовал  | Не участвовал  | Не участвовал  | Не участвовал  | Не участвовал  | Не участвовал  |
| 1998/99                                                                                  | Детройт  | 49               | 48               | 24,0             | 50,1             | 0,0              | 68,6             | 5,6              | 1,4              | 0,8              | 0,8              | 10,5             | 5              | 5              | 24,4           | 60,0           | -              | 55,6           | 6,4            | 0,2            | 0,6            | 0,4            | 10,6           |
|                                                                                          | Всего    | 413              | 204              | 24,2             | 52,8             | 14,3             | 69,1             | 6,2              | 1,1              | 0,8              | 0,9              | 11,0             | 39             | 6              | 20,3           | 52,9           | -              | 61,2           | 5,4            | 0,6            | 0,7            | 0,6            | 7,8            |
| Наведите курсор мыши на аббревиатуры в заголовке таблицы, чтобы прочесть их расшифровку. |          |                  |                  |                  |                  |                  |                  |                  |                  |                  |                  |                  |                |                |                |                |                |                |                |                |                |                |                |

### Статистика в NCAA
| Сезон | Команда  | Conf     | Class    | GP | GS | MPG  | FG%  | 3P% | FT%  | RPG | APG | SPG | BPG | PPG  |
| --- | -------- | -------- | -------- | -- | -- | ---- | ---- | --- | ---- | --- | --- | --- | --- | ---- |
| 1987/88 | Мэриленд | ACC      | FR       | 29 | 29 | 28,0 | 60,0 |     | 67,1 | 6,0 | 0,8 | 0,6 | 1,2 | 12,5 |
| 1989/90 | Аризона  | Pac-10   | SO       | 32 | 27 | 21,7 | 55,3 | 0,0 | 72,7 | 5,7 | 0,4 | 0,6 | 1,3 | 10,6 |
| 1990/91 | Аризона  | Pac-10   | JR       | 35 |    | 25,1 | 61,9 |     | 67,3 | 7,8 | 0,6 | 0,8 | 1,1 | 14,0 |
| Всего | Всего    | Всего    | Всего    | 96 | 56 | 24,8 | 59,4 | 0,0 | 69,1 | 6,5 | 0,6 | 0,7 | 1,2 | 12,4 |
| Мэриленд | Мэриленд | Мэриленд | Мэриленд | 29 | 29 | 28,0 | 60,0 |     | 67,1 | 6,0 | 0,8 | 0,6 | 1,2 | 12,5 |
| Аризона | Аризона  | Аризона  | Аризона  | 67 | 27 | 23,4 | 59,1 | 0,0 | 69,6 | 6,8 | 0,5 | 0,7 | 1,2 | 12,4 |
| Наведите курсор мыши на аббревиатуры в заголовке таблицы, чтобы прочесть их расшифровку Статистика приведена с сайта sports-reference.com |          |          |          |    |    |      |      |     |      |     |     |     |     |      |